# Zwaartekrachtspotentiaal

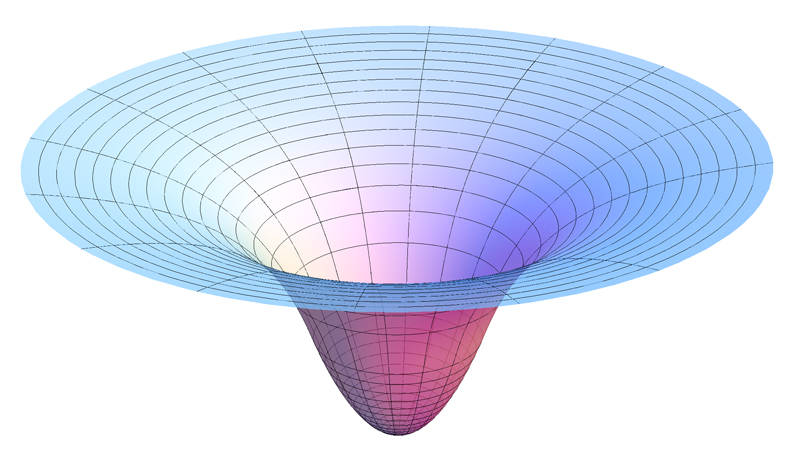
Potentiaal in en om een bol

In een zwaartekrachtsveld is de gravitatiepotentiaal of zwaartekrachtspotentiaal de potentiaal met betrekking tot de zwaartekracht; dit is de arbeid die verricht moet worden om één massa-eenheid vanuit een referentiepunt in een gekozen punt te krijgen.
De versnelling van de zwaartekracht is een vector die het tegengestelde is van de gradiënt van de zwaartepotentiaal.
Vlakken die punten in de ruimte met gelijk gravitatiepotentiaal verbinden, worden equipotentiaalvlakken genoemd. De zwaartekracht staat overal loodrecht op een equipotentiaalvlak.
Meestal wordt het oneindige als referentie genomen; de zwaartekrachtspotentiaal is dan altijd negatief en evenredig aan het kwadraat van de ontsnappingssnelheid.

## Formules
Het zwaartekrachtsveld veroorzaakt door een massa M is naar die massa toe gericht. De grootte is afhankelijk van de afstand r tot de massa. In het geval van een puntmassa is de grootte van het veld g(r):
{\displaystyle g(r)={\frac {Gm}{r^{2}}},}
waarin de gravitatieconstante G = 6,67 × 10−11 N m²/kg2. De zwaartekrachtspotentiaal is
{\displaystyle V(r)=-{\frac {Gm}{r}},}
wat in het oneindige 0 is en elders negatief.
De zwaartekracht en de zwaartekrachtspotentiaal van een samenstel van massa's worden bepaald door vectoroptelling of -integratie, respectievelijk optelling of -integratie, van de afzonderlijke waarden. Bovenstaande formules gelden ook in het geval van een bolsymmetrisch lichaam met massa M, voor een punt op of buiten dit lichaam.
Overigens gelden deze formules alleen in de klassieke mechanica, met de zwaartekrachtswet van Newton. In de algemene relativiteitstheorie ligt het iets anders, er is geen sprake van een vectorveld maar het 'gravitatieveld' wordt beschreven door een tensor.
Binnen een klein gebied varieert de zwaartekrachtspotentiaal bij benadering lineair. Zo kun je de potentiaal vlak bij het aardoppervlak benaderen als
{\displaystyle V(h)=g\cdot h,}
waarin g het zwaartekrachtsveld of de valversnelling is, en h de hoogte boven het aardoppervlak (en waarbij gekozen is het nulniveau van de potentiaal op het aardoppervlak te leggen, wat kan vanwege de ijkvrijheid).

## Gravitatiepotentiaal bij de Aarde
Het gravitatiepotentiaal van de Aarde is, zelfs als het door de rotatie veroorzaakte verschil tussen de evenaar en de polen wordt meegerekend, niet overal gelijk door verschillen in dichtheid en structuren binnenin de Aarde en onregelmatigheden in het aardoppervlak, zoals gebergten. Omdat de massa van de Aarde niet helemaal gelijk verdeeld is, is de aantrekkingskracht van de Aarde niet overal even groot.
Deze verschillen in gravitatiepotentiaal zorgen ervoor dat wat we als loodrecht ervaren, maar zelden een lijn is door het exacte zwaartepunt van de Aarde. De geoïde beschrijft de grillige vorm die de zeespiegel zou krijgen onder invloed van de verschillen in zwaartekrachtpotentiaal, als er geen land was en het water vrij spel had.

## Hoogtemetingen
Metingen met een waterpas volgen altijd de geoïde, terwijl metingen met bijvoorbeeld gps geen invloed ondervinden van de verschillen in zwaartekrachtpotentiaal. Om deze verschillende meetwijzen met elkaar te kunnen vergelijken is de zwaartekrachtpotentiaal nauwkeurig in kaart gebracht in het zogenaamde geoïdemodel.
Zelfs op het kleine oppervlak van Nederland zijn de verschillen waarneembaar gebleken; zo is in de provincie Groningen en delen van Friesland en Drenthe duidelijk een daling in de geoïde waar te nemen en rond de heuvels van Limburg een stijging. Zwaardere gesteentes liggen in dit noordelijke gebied dieper dan in omringende gebieden waardoor een schietlood opzij wordt getrokken. Het gesteente onder de grond bij Limburg is veel zwaarder dan de gebieden ten noorden ervan en zal een schietlood iets naar zich toe trekken.

## Gravitatieput
Een gravitatieput (gravity well) is een gebied met sterk negatieve zwaartekrachtspotentiaal en dus een grote ontsnappingssnelheid. Op een ruimtereis zijn dit met name de oppervlakte en omgeving van een hemellichaam met een groot quotiënt van massa en diameter. Bij een bolvorm komt dit neer op een groot product van straal in het kwadraat en dichtheid. Een sterke gravitatieput is lastig als tussenstation of locatie waarvan men weer terug wil keren, door de grote benodigde delta-v. Voor de delta-v is het daarbij gunstig als het landen door een atmosfeer of door gebruik van airbags geen delta-v kost. De hoeveelheid benodigde raketbrandstof stijgt exponentieel met de totale delta-v als onderweg nergens brandstofvoorraden zijn of brandstof kan worden geproduceerd. Het landen op, en weer opstijgen van een hemellichaam dat een flinke gravitatieput vormt wordt echter doenlijker als ter plaatse wel brandstof aanwezig is of kan worden geproduceerd.
De sterkte van de gravitatieput loopt op in de volgorde planetoïde, Maan, Mars, Aarde, Jupiter (de laatste heeft overigens geen vaste oppervlakte). De Aarde is dus zelf een vrij sterke gravitatieput (maar wel met een atmosfeer waardoor geen brandstof nodig is voor de landing), en Mars wel minder, maar toch nog vrij aanzienlijk. Er zijn dan ook nog geen Marsstenen mee teruggebracht naar de Aarde, al zijn daar wel plannen voor (waarbij nog een andere complicatie is dat men het risico zo veel mogelijk wil uitsluiten dat eventuele gevaarlijke micro-organismen van Mars de Aarde zouden kunnen besmetten), en bij plannen voor bemande ruimtevaart naar Mars gaat men soms uit van niet terugkeren of ter plaatse brandstof produceren voor de terugvlucht. Mede vanwege de geringe gravitatieput staat voor de Verenigde Staten een bemande vlucht naar een planetoïde eerder op het programma.